# Fiestas de Dax
Las Fiestas de Dax son los cinco días de festividades que se organizan anualmente en la localidad francesa de Dax, (en las Landas) . Estas fiestas patronales se celebran tradicionalmente alrededor del 15 de agosto y están presentes en el repertorio del patrimonio cultural inmaterial francés.
Combinando fiestas populares con espectáculos taurinos y landeses, una identidad gascona, estos días de júbilo transforman literalmente el rostro de la ciudad balneario, que en el espacio de una semana se convierte en escenario de múltiples eventos musicales, folclóricos o deportivos. . Las calles están llenas de una multitud compacta de lugareños y visitantes, y el pico de tráfico se alcanza los fines de semana por la noche. La ciudad recibe en promedio, según estimaciones y años, entre 500 000  y 800 000 personas durante todas las fiestas.
Para la ocasión, la costumbre es llevar ropa blanca realzada con un pañuelo y un cinturón rojo. ; esta práctica está inspirada en las famosas Fiestas de San Fermín, en Pamplona, (Navarra) . Además, estos son los colores de la bandera gascona.
La edición de 2020, inicialmente prevista del 12 al 16 de agosto, fue finalmente cancelada el 28 de abril por las autoridades locales, debido a la pandemia del coronavirus  .

## Presentación

### Historia
Las Fiestas de Dax tienen su origen en las innumerables ferias y mercados agrícolas que marcaron el calendario del departamento de las Landas hasta principios del siglo XX. Dax, la ciudad principal de Chalosse y parte de las Landas de Gascuña, fue un importante centro económico y comercial desde la Edad Media, cuando, bajo el dominio inglés, se autorizó la celebración de dos ferias anuales.
Estos eventos comerciales probablemente dieron lugar a celebraciones populares y a la realización corridas landesa.
Sin embargo, fue necesario esperar al siglo XIX para ver aparecer el antepasado directo de las actuales fiestas agustinas. De hecho, fue durante la primera mitad de la centuria cuando se organizó una feria anual, cuyas fechas se fijaron a finales de agosto y principios de septiembre. Además de las imprescindibles exhibiciones de productos ganaderos y agrícolas, hubo toda una serie de actos festivos dirigidos a la población local, que luego adoptó la moda española de las corridas de toros, que poco a poco se convertiría en el principal centro de interés.
Las festividades se celebran con bastante retraso en estas fechas, ya que nuevamente en 1948, tuvieron lugar del 28 de agosto al 1 septiembre 1 El calendario luego se hundió gradualmente hacia el apogeo del verano. . desplazado gradualmente alrededor del 25 de agosto, luego el 20 de agosto, encuentran su lugar definitivo el 15 de ese mismo mes de los años ochenta . Junto con esta evolución del calendario, la duración de las festividades ha variado a lo largo de los siglos. Así, si las fiestas de la ciudad duraron del 27 al 29 de agosto de 1854, su duración fue de cinco días en 1909 . Finalmente, en 1975 se ampliaron un día, elevando a seis el número de días de entretenimiento. Esta característica se ha mantenido desde entonces, a excepción del año 2000, cuando, con motivo del nuevo milenio, las celebraciones se prolongaron durante toda una semana. Muy recientemente (en 2013) el número de días festivos volvió a ser 5, y tienen lugar alrededor del 15 de agosto cuando se realiza el desfile del “15 de agosto”.

### La vestimenta: influencias de Pamplona

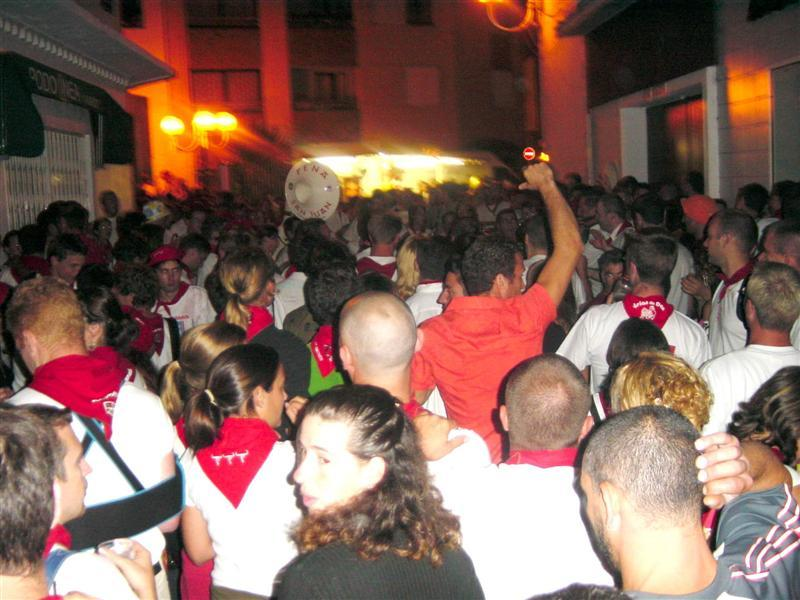
Resumen de las celebraciones de Dax por la noche

El atuendo blanco y rojo está claramente tomado de las Fiestas de San Fermín, que tienen lugar todos los años del 6 al 14 de julio en la capital navarra. Las Fiestas de Bayona fueron las primeras en adoptar esta práctica, y fueron seguidas por Dax a mediados de la década de 1990.
Las fiestas de Pamplona llevan mucho tiempo influyendo en las fiestas gasconas. Muchos landeses van cada año a Pamplona por los Sanfermines . Estos "peregrinos" trajeron de Navarra una serie de elementos constitutivos del patrimonio cultural local, que desde entonces se han integrado en la cultura gascona, no sin haber sido adaptados a los gustos regionales. Así, las bandas landesas tienen su origen en las charangas y otras orquestas de peñas de Pamplona, de las que han tomado prestado un repertorio que constituye su base y que es muy representado durante las fiestas de Dax.
Las jornadas temáticas, especialmente la dedicada a los niños, tienen su origen directamente en Pamplona, donde tradicionalmente se sitúa a los niños en el corazón de las celebraciones diurnas. Primero importada a Bayona, esta organización se estableció luego en Dax, donde también ha conocido un éxito indiscutible. De esta forma se instaló la celebración de un pequeño encierro para niños después de haber sido observado en Bayona. La ciudad de Dax también intentó establecer un verdadero encierro en la ciudad en 2000 ; esta petición fue rechazada por el Ministerio del Interior por razones de seguridad.

## Proceso
Las celebraciones tienen lugar durante cinco días alrededor del 15 de agosto. Declaradas abiertas, dan lugar a todo tipo de eventos : taurinas, deportivas, musicales, gastronómicas, religiosas. . . Son un momento importante en la vida de la ciudad. No solo transforman esta tranquila ciudad como de costumbre, y permiten recibir un número considerable de visitantes, sino que son sobre todo un evento esperado y preparado con ilusión por la población. De hecho, son la oportunidad de reunir a los habitantes de la ciudad en un ambiente especial. : estos últimos, pero también asociaciones y autoridades se codean, se encuentran y visitan. Por tanto, su dimensión social no es despreciable.

### Abriendo y cerrando

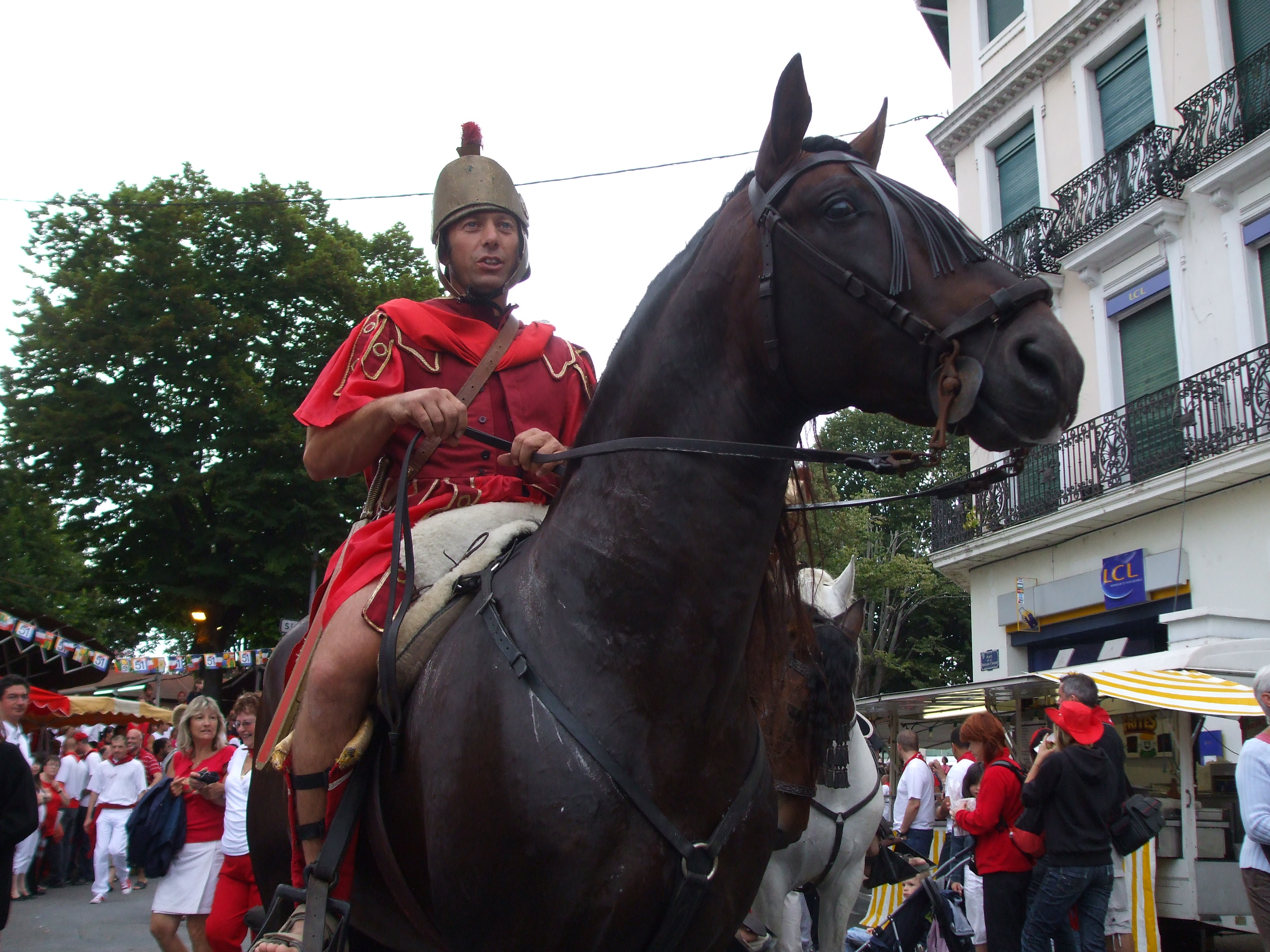
Jinete romano en la inauguración de las fiestas de Dax 2008

Las Fiestas de Dax son inauguradas por el alcalde, quien las declara abiertas después de una ceremonia, cuya hora, lugar y contenido han variado a lo largo de los años. Dax nunca ha logrado encontrar una fórmula lo suficientemente estable para atraer a una gran audiencia. Desde 2003, sin embargo, la comisión de fiestas populares ha establecido una reconstrucción pseudohistórica del pasado romano de la ciudad, en forma de un desfile disfrazado hasta el ayuntamiento. En este lugar, en presencia de bandas, grupos folclóricos de las Landas y autoridades municipales, se lleva a cabo una pequeña ceremonia, antes de que el alcalde entregue las llaves de la ciudad a un representante de un grupo de danza de las Landas ( Lous Gouyats de l 'Adou ), y una peña (la Peña Los Calientes, la banda local), que simboliza el pueblo festivo de Dax y la tradición local (la entrega de las llaves de estas dos asociaciones es, en cambio, antigua). Esta nueva y grandilocuente fórmula supo atraer a un público mucho mayor que antes, y realmente se destaca del carácter sencillo y participativo del chupinazo de Pamplona, que es un referente en cuanto a apertura se refiere.
El cierre de vacaciones se lleva a cabo en dos etapas. Primero que nada en el ruedo, al finalizar la última corrida de la feria. Todas las bandas oficiales de fiestas y la armonía municipal La Nèhe se reúnen en la pista de la arena para interpretar dos piezas populares ( Paquito el Chocolatero y Vino Griego ), seguidas de una canción de despedida prestada del vecino país vasco. : Agur Jaunak . Este evento es muy popular, muchos dacquois compran un boleto para la corrida del día no por afición, sino solo para poder asistir a este momento, comúnmente llamado Agur . Más tarde en la noche, se organiza una ceremonia oficial de clausura festiva en las orillas del Adour, con fuegos artificiales.

### La feria
La columna vertebral de las fiestas es la feria, este ciclo de espectáculos taurinos que se organiza a partir del segundo día. La ciudad es miembro de la Unión de Ciudades Taurinas de Francia . La programación clásica sigue el siguiente diagrama :
- cinco corridas de toros, por la tarde a las 18 h ( detalles de los carteles )
- un corrida de rejones , en la mañana del 15 de agosto
- una novillada pinchada, matinal
- dos novilladas sin picadores, más dos matinales

La plaza de toros de Dax tienen ocho mil localidades, todas arrasadas en cuanto abren las taquillas en julio. Las corridas de toros y las corridas de rejones atraen a un público que a veces viene de lejos. : a los locales se suman aficionados de toda Francia pero también de España. Las novilladas sin picadores reciben más asistencia local y familiar, lo que permite que Dax tenga la mejor tasa de ocupación de Francia para este tipo de espectáculos.
Finalmente, las corridas de toros dan lugar a un antes y un después de los ruedos. La Peña Alegría y el Campo Charro organizan todas las tardes después de la corrida de las tertulias, debates públicos donde los aficionados comentan la corrida del día. Los neófitos pueden aprovechar la oportunidad para hacer sus preguntas. La Peña Campo Charro también organiza fiestas todos los días a las 13:13 horas, un mini encierro, conocido como el encierro más pequeño del mundo, seguido de una capea, donde el público puede descender por el ruedo de la plaza de toro para torear.

### Día de las landas
Se celebra siempre el primer día de las Fiestas y celebra el patrimonio cultural, agrícola, deportivo y gastronómico de Gascon. En el parque de las arenas se organizan actuaciones de grupos folclóricos landeses, nueve torneos de bolos, exhibiciones de artesanía, trabajos agrícolas, ganaderos, pero también una yincana sobre pilotes, en la que participan los mejores limícolas landeses . Todo se desarrolla en torno a los puntos de restauración.
El gran acontecimiento del día es la competición de las Landas de la ciudad de Dax, que tiene lugar por la noche en la plaza de toros. Reúne a los mejores criadores de razas landesas y sus cuadrillas. Los Dacquois y Chalossais asisten en gran número a este evento, que es uno de los aspectos más destacados de la temporada de carreras de las Landas.

### Día del Niño
El segundo día de las Fiestas de Dax está tradicionalmente dedicado a los niños para quienes se agrupan en un solo día y a su propia escala, todas las actividades que se ofrecen durante los cinco días de feria: apertura con encierro, carrera a pie (juniorscapade), radio - Gancho, demostraciones taurinas landesas y españolas, bodega infantil, actividades lúdicas y un sorteo gigante para finalizar con una ceremonia de clausura en el parque de arena. El Comité de Festejos Populares se ha puesto del lado de la entrada gratuita durante todo el día, lo que permite que todos los niños, sea cual sea su "fortuna", se beneficien de todas las actividades que se ofrecen sin una beca gratuita. Finalmente, este evento tiene el objetivo "educativo" de transmitir a los más pequeños la tradición festiva de Dacq para perpetuarla.

### Deporte
La comisión de fiestas populares establece una programación de eventos deportivos destinados a todos los públicos, cuyos principales elementos son :
- la Feriascapade, una carrera peatonal de 10 km  por las calles de la ciudad,
- la Juniorscapade, una carrera peatonal reservada para niños
- torneo de tenis,
- torneo de pesca,
- Juegos de pelota vasca,
- Concurso de caballos

### Fiesta popular
Esta es la esencia misma de las celebraciones, que son una oportunidad para reunirse con familiares o amigos, para dejarse llevar por el ambiente festivo y musical de la ciudad, mientras se mueve por las calles. Bebemos mucho, en bares, peñas, asociaciones, donde fluyen libremente todo tipo de bebidas alcohólicas, que ayudan a quitar inhibiciones, y confieren más convivencia.

## Organización

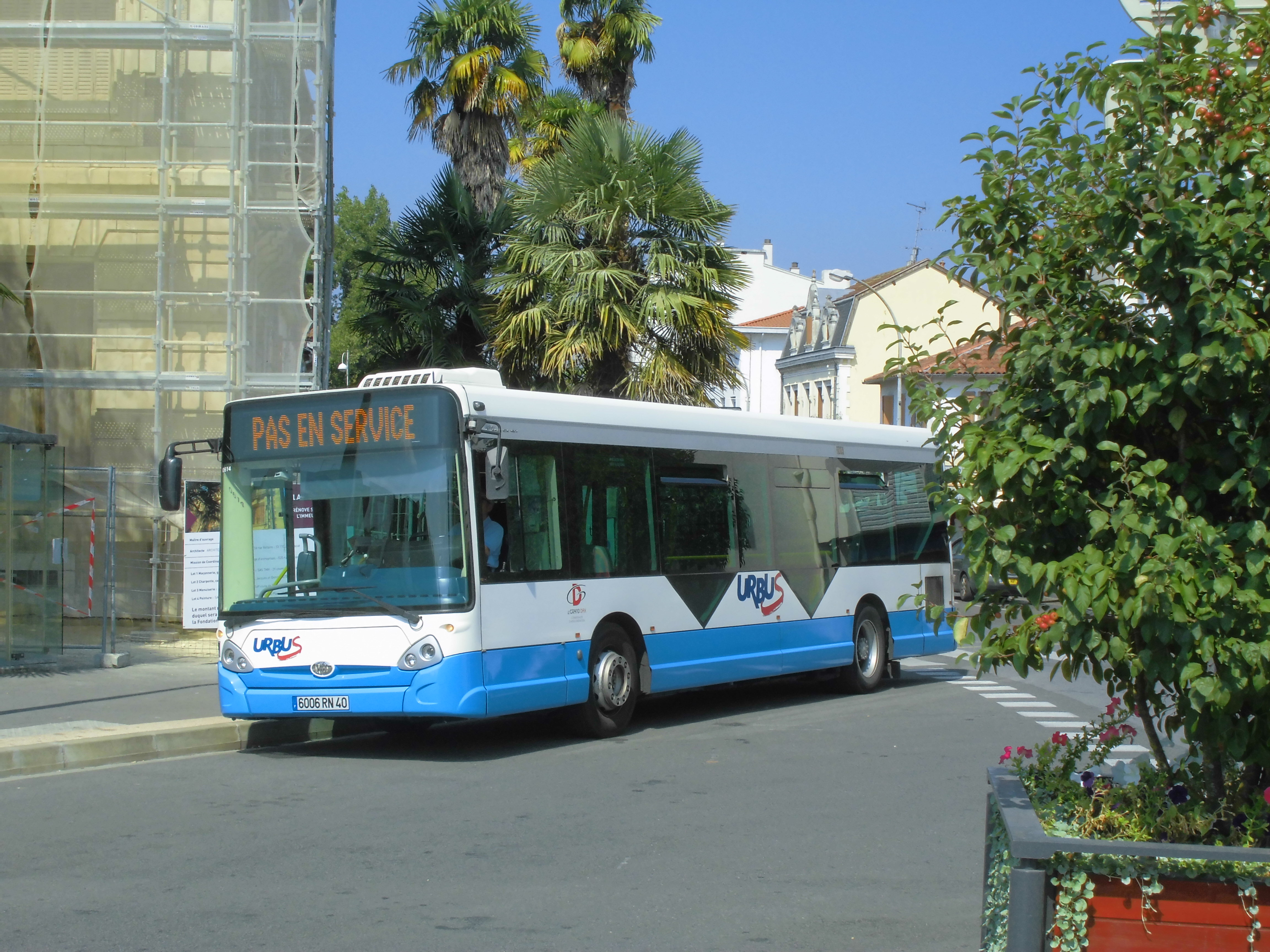
Couralin (antes Urbus), la red de autobuses

La organización de las Fiestas de Dax está a cargo del Festival Municipal de Festivales y Espectáculos, una organización bajo la supervisión del ayuntamiento. Es una estructura administrativa que ahora está encabezada por uno de los diputados del alcalde, quien dirige su acción, y un gerente, un funcionario público cuya función es administrar los asuntos financieros, comerciales y contables. La dirección es la responsable de gestionar el presupuesto de vacaciones de Dax y Toros y Salsa, y de la venta de entradas para los espectáculos de pago que organiza durante las fiestas de verano. Sin embargo, la elaboración de los programas se confía a tres comités de voluntarios designados por el alcalde, que nombra entre ellos un presidente o un grupo de copresidentes. La actividad de estos tres comités se encuentra bajo la autoridad de un teniente de alcalde, que actúa bajo la autoridad del magistrado jefe, y es responsable de coordinar el trabajo de estos tres órganos, que son :
- la comisión taurina, cuya función es definir la programación de los espectáculos taurinos españoles (composición de los conjuntos taurinos, contratos con matadores y ganaderos ,. . . ) ;
- la comisión de carreras de las Landas, responsable de la organización de los distintos espectáculos taurinos de las Landas ;
- la Comisión de Fiestas Populares, que avala la programación de todos los actos que no entran en el ámbito de la tauromaquia (música, desfiles, actividades deportivas, etc.). . . ).

Durante estos períodos festivos, el municipio instala tres campamentos equipados (en Saint-Paul-lès-Dax, Saint-Vincent-de-Paul y Narrosse ) con baños, duchas y un aparcamiento (cerca del aeródromo de Dax ), para un disponibilidad total de 1.800 plazas para tías y 3.400 plazas de aparcamiento. Estas áreas de recepción son luego atendidas por autobuses de pago, a través del sistema "Zen en Bus".
La red de transporte público de Couralin, así como los autobuses gratuitos de Vitenville, se suspenden temporalmente para dar cabida a estos autobuses que realizan viajes de ida y vuelta a intervalos de 10 a 15 minutos entre los distintos campamentos y aparcamientos durante las vacaciones y dejan a los juerguistas que no lejos del centro de la ciudad, el corazón de la fiesta.

## Fechas de fiestas
Las fechas de las vacaciones son aleatorias pero siempre se escriben en la primera parte de agosto. : las fiestas de Dax siempre incluyen el 15 de agosto y el fin de semana del 15 de agosto.
- 2019 : 14 al 18 de agosto
- 2018 : 11 al 15 de agosto
- 2017 : 11 al 15 de agosto
- 2016 : 11 al 15 de agosto
- 2015 : 12 al 16 de agosto[3]
- 2014 : 13 al 17 de agosto
- 2013 : 14 al 18 de agosto
- 2012 : 10 al 15 de agosto
- 2011 : 11 al 16 de agosto
- 2010 : 12 al 17 de agosto
- 2009 : 12 al 17 de agosto
- 2008 : 12 al 17 de agosto
- 2007 : 10 al 15 de agosto
- 2006 : 11 al 16 de agosto
- 2005 : 11 al 16 de agosto
- 2004 : 12 al 17 de agosto
- 2003 : 12 al 17 de agosto
- 2002 : 13 al 18 de agosto
- 2001 : 10 al 15 de agosto
- 2000 : 11 al 17 de agosto
- 1981 : 15 al 20 de agosto
- 1977 : 16 al 21 de agosto
- 1971 : 20 al 25 de agosto
- 1966 : 24 al 29 de agosto